# Stichopogon ramakrishnai
Stichopogon ramakrishnai är en tvåvingeart som beskrevs av Joseph och Parui 1988. Stichopogon ramakrishnai ingår i släktet Stichopogon och familjen rovflugor. Inga underarter finns listade i Catalogue of Life.